# Camilo Capiberibe
Carlos Camilo Góes Capiberibe (Santiago do Chile, 23 de maio de 1972) é um bacharel em direito e político brasileiro filiado ao Partido Socialista Brasileiro (PSB), e ex-governador do estado do Amapá. Durante as administrações dos ex-governadores Waldez Góes da Silva e Pedro Paulo Dias, destacou-se como uma das principais vozes de oposição na Assembleia Legislativa do Amapá denunciando mazelas na saúde e na educação públicas do estado. Posteriormente, ao lado dos deputados estaduais Ruy Smith (PSB) e Joel Banha (PT), pediu o impeachment de Pedro Paulo Dias por suspeitas de desvio de recursos públicos.
É filho dos também políticos João Capiberibe e Janete Capiberibe. Estudou direito na Pontifícia Universidade Católica de Campinas e fez mestrado em ciências políticas pela Université de Montréal. Ingressou no movimento estudantil, onde começou sua vida política e foi secretário de Organização da Executiva Estadual do Partido Socialista Brasileiro. Capiberibe nasceu no Chile em razão do exílio de seus pais, após o golpe militar de 1964 no Brasil. Gêmeo de Camila Luciana Capiberibe, também é irmão da antropóloga Artionka Capiberibe.
Foi candidato à Prefeitura de Macapá em 2008 nas eleições municipais daquele ano, ficando em primeiro lugar no primeiro turno com 33% dos votos válidos. Perdeu, contudo, para Roberto Rodrigues Góes no segundo turno com 48% dos votos. Em 2010, foi escolhido pelo PSB para se candidatar ao governo do estadual, sendo que o resultado do segundo turno, 31 de outubro, tornou Camilo o sétimo governador eleito do estado do Amapá.
Em 2014, disputou a Reeleição ao Governo do Estado do Amapá, e foi derrotado com a eleição do Governador Waldez Góes do PDT.
Em 2018, foi eleito o deputado federal mais votado do Amapá.

## Biografia

### Família, infância e primeiros anos
Camilo é filho do zootecnista afuaense João Alberto Rodrigues Capiberibe e da professora amapaense Janete Maria Góes Capiberibe. Desde a juventude, seus pais se interessaram pelos ideais socialistas, tendo ingressado, mais tarde, na luta armada na Aliança Nacional Libertadora (ANL). Janete começou no Movimento Estudantil Secundarista do Amapá. Em 1966, seu pai João partiu em viagem para a cidade de Belo Horizonte, onde estudou economia. De passagem por Belém, teve contato com a ANL e chegou a se encontrar com Carlos Marighella no Rio de Janeiro. Ingressando na luta armada, foram presos e torturados enquanto tentavam armar uma guerrilha no interior do Pará. [carece de fontes?] João e Janete partiram, então, para o exílio na Bolívia, depois foram para o Peru e o Chile. Fixaram residência em Santiago do Chile, onde tiveram filhos gêmeos: Carlos Camilo e Camila Luciana. Com a derrubada do presidente chileno Salvador Allende e a ascensão de Augusto Pinochet, a família Capiberibe mudou-se para o Canadá. [carece de fontes?]

### Mudança para o Canadá e volta ao Brasil
Mudaram-se para Maputo, capital de Moçambique. Lá, João Capiberibe foi assessor do Ministério da Agricultura (1978-1980). A família retornou ao Brasil após a aprovação da Lei da Anistia, quando Camilo tinha por volta de oito anos de idade. O estado escolhido para morarem foi o estado natal de Janete, o Amapá. Chegando ao estado, a família sofreu perseguição política por parte da classe política local e se mudaram para Pernambuco, onde conheceram Miguel Arraes do Partido Socialista Brasileiro. Após saírem do estado nordestino, vão morar no Acre, em uma região conhecida como Vale do Juruá. De volta ao Amapá, quando Camilo Capiberibe tem dezesseis anos, seu pai é eleito prefeito de Macapá, a capital do estado. Quando completa a maioridade, é enviado para o interior de São Paulo para estudar na Pontifícia Universidade Católica de Campinas. Após a conclusão do curso, muda-se para Montreal, no Canadá para fazer mestrado em ciências políticas na Université de Montréal. [carece de fontes?]

## Carreira política

### Deputado estadual
Foi eleito para o cargo de deputado estadual na legislatura 2007-2010 com 5.213 votos. Na mesma eleição, sua mãe foi eleita a deputada federal mais votada do estado com 29.547 votos. Seu pai, entretanto, não conseguiu eleger-se governador do estado, ficando com 37,71% dos votos válidos, de acordo com o TSE.

### Eleição para prefeito em 2008
Escolhido para ser candidato a prefeito de Macapá em 2008, conseguiu 59.864 votos e foi o mais votado no primeiro turno. No segundo turno, conseguiu 85.659 votos, todavia, seu oponente, Roberto Góes, obteve 91.558 votos e foi eleito prefeito da cidade.

### Governador do Amapá
O PSB lançou seu nome para concorrer ao governo do estado. No primeiro turno obteve 28% dos votos válidos. No segundo turno, em 31 de Outubro, conseguiu mais de 170 mil votos, a maior votação da história do estado em um candidato a governador, e com 53,77% dos votos tornou-se governador.
Em 2014, disputou a Reeleição ao Governo do Estado do Amapá, e foi derrotado com a eleição do Governador Waldez Góes do PDT.